# Calamostoma
Calamostoma breviculum
Genre
Espèce
Calamostoma est un genre fossile de petits poissons osseux marins.
Une seule espèce fossile est rattachée au genre : Calamostoma breviculum, décrite par le célèbre paléontologue suisse Louis Agassiz en 1835.

## Classification
Il appartient  à l'ordre des Syngnathiformes et vraisemblablement au sous-ordre des Syngnathoidei ; il parait proche des Solenostomidae et des syngnathes actuels,.
Le nom binominal de Calamostoma lesiniforme n'est plus utilisé aujourd'hui,.

## Découverte et datation
Les fossiles bien préservés de Calamostoma breviculum ont été découverts sur le célèbre site paléontologique (Lagerstätte) du Monte Bolca sur la zone dite de « Pesciara », en Vénétie (Italie). Calamostoma a vécu dans les lagons tropicaux de l'océan Téthys, précurseur de la Méditerranée, au cours de l'Éocène inférieur (Yprésien), il y a environ entre 49 et 48,5 Ma (millions d'années),.
L'environnement péri-récifal tropical de l'Éocène du Monte Bolca est sous influence à la fois côtière et de mer ouverte. Dans cet environnement, les fossiles ont été préservés dans des sédiments calcaires laminés, déposés dans une dépression à faible énergie, sous un environnement anoxique.

## Description

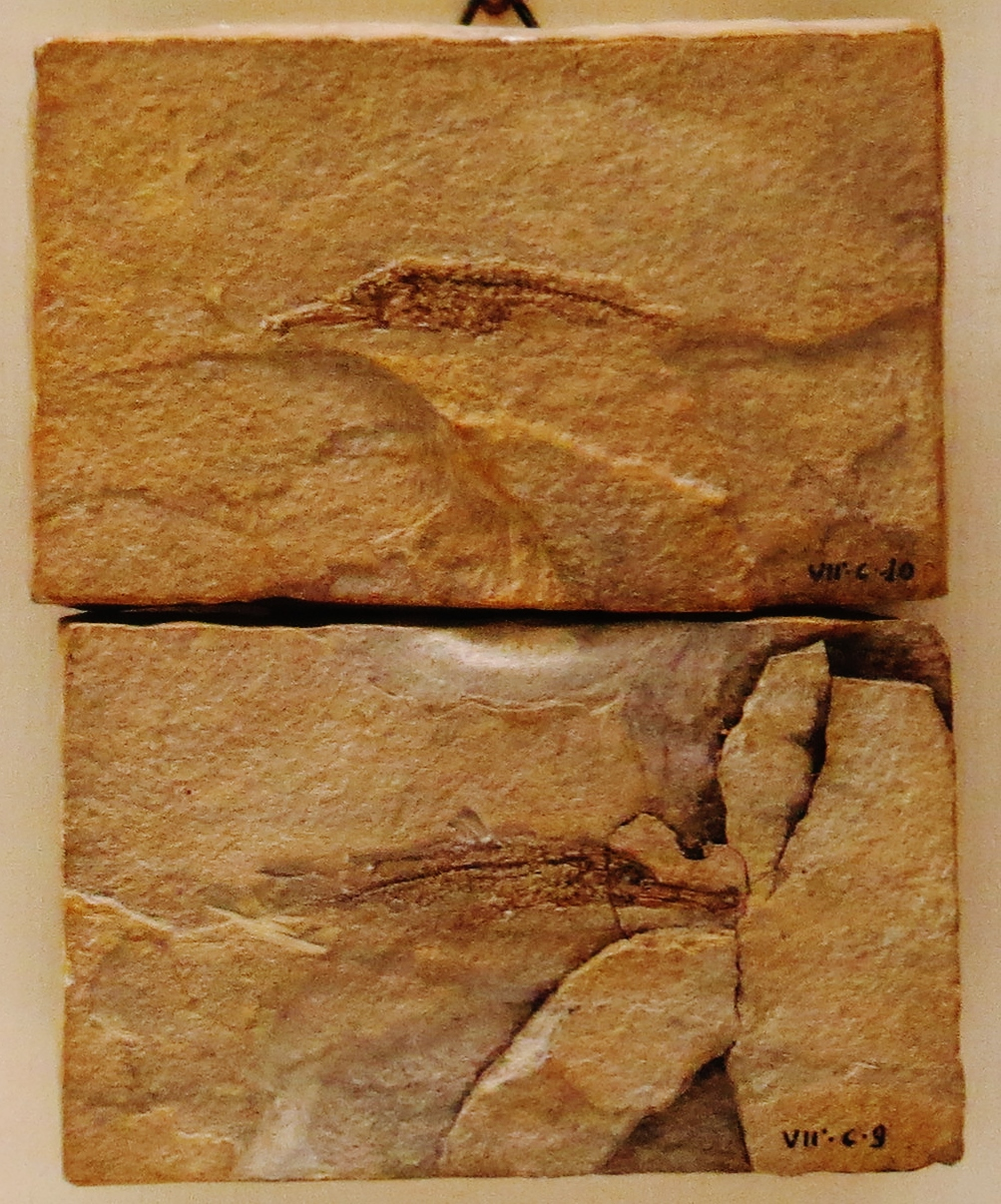
Empreinte et contre-empreinte fossile de Calamostoma breviculum.

C'est un petit poisson plutôt petit d'environ 12 centimètres de long, de forme élancée, avec un corps couvert de plaques osseuses. Sa tête est étroite avec de grands yeux, un long museau de forme tubulaire, avec une très petite ouverture buccale. Il possède deux nageoires dorsales. Sa nageoire anale et ses nageoires pelviennes sont de taille limitée, tandis que ses nageoires pectorales sont un peu plus grandes. La nageoire caudale est relativement grande, non divisée en lobes.
Calamostoma ressemble globalement aux Solenostomidae et aux Syngnathidae d'aujourd'hui. Ces derniers rassemblent les hippocampes et les syngnathes, les premiers ont une position de vie verticale, tandis que les seconds, dont il semble plus proche, ont une posture horizontale comme la quasi-totalité des poissons.
C'est l'un des nombreux genres de Syngnathiformes qui vivait dans l'environnement péri-récifal et peu profond de l’Éocène du Monte Bolca. Il se nourrissait vraisemblablement de zooplancton dans les récifs ou les herbiers marins.